# Genitaal retractiesyndroom
Genitaal retractiesyndroom (GRS, vaak ook aangeduid met koro) is de naam van een groep psychische aandoeningen waarbij de lijder vreest dat de uitwendige geslachtsdelen krimpen of zich in het lichaam terugtrekken. Vaak vreest men dat de aandoening dodelijk is. Gezien het verspreidingsgebied worden de aandoeningen doorgaans beschouwd als cultuurgebonden syndromen.
GRS komt voornamelijk bij mannen voor. Er zijn echter ook gevallen bekend waarbij vrouwen de angst hebben voor het krimpen of verdwijnen van tepels en borsten.
Een kenmerkende episode ontstaat als een man urineert in de kou of gepreoccupeerd is met masturbatie, overspel, impotentie of ruzie met zijn partner. Het is normaal dat de penis in zo'n geval kleiner wordt, maar bij de GRS-lijder ontstaat grote angst en paniekaanvallen zijn geen uitzondering. In de meeste gevallen slaat de angst over op anderen in de omgeving en kan zelfs een epidemie ontstaan (bijvoorbeeld in Singapore in 1967). Individuele gevallen zijn relatief zeldzaam, maar niet onbekend.
In grote lijnen zijn twee groepen te onderscheiden:
- Koro (Maleisië en Indonesië)
- Suo yang (Zuid-China)

Koro wordt doorgaans als ziekte beschouwd, terwijl suo yang (letterlijk: krimpende penis) meer wordt gezien als een afname van het yang onder invloed van bijvoorbeeld koud weer (dat yin is). Vergelijkbare syndromen worden in andere culturen doorgaans aangeduid met de lokale naam.
Ook bij het dhatsyndroom komt soms angst voor het krimpen van de penis voor.